# Playtime
Playtime és una pel·lícula franco-italiana dirigida per Jacques Tati, rodada entre 1964 i 1967 i estrenada el 1967. Ha estat doblada i subtitulada al català.

## Argument[3]
Playtime  està organitzada en sis seqüències, enllaçades entre elles gràcies a la utilització de dos personatges que es creuaran en el transcurs del relat: Barbara, una jove turista americana en visita a París i el Senyor Hulot, que té una cita amb un personatge important. Les seqüències són les següents:
- A l'aeroport: un grup de turistes americanes arriba a Orly i descobreix un París futurista fet d'immobles de vidre i d'acer, fred i impersonal.
- Els despatxos: M. Hulot espera una cita important, però es perd en un laberint de despatxos i s'acaba trobant en una exposició.
- L'exposició dels invents: M. Hulot i les turistes americanes descobreixen nous invents, entre els quals una porta silenciosa i una escombra equipada amb fars.
- Els pisos-aparador: A la caiguda de la nit, el Sr. Hulot troba un company de regiment que el convida al seu pis ultramodern.
- El Royal Garden: M. Hulot, que ha escapat al seu amic, i ha trobat llavors finalment per casualitat l'home amb el qual tenia una cita abans, es troba a la inauguració del restaurant Royal Garden en companyia de les turistes americanes. Però els treballs tot just han acabat i el club nocturn té alguns problemes de posada a punt. De bon matí, alguns supervivents de la boja nit, clients i empleats, es troben en un drugstore, on els obrers arriben a fer els seus primers cafès.
- El carrusel dels cotxes: La ciutat es torna al treball, en un ballet de cotxes, i les turistes americanes agafen la carretera de l'aeroport.

## Comentari
Fracàs comercial a la seva estrena, alguns crítics com Henry Chapier la qualifica de «nyap monumental», però és considerada per molt com l'obra mestra del cineasta i fins i tot, per a alguns (David Lynch per exemple), com una de les principals pel·lícules de la història. És una pel·lícula ambiciosa en la seva forma (diàlegs secundaris, moviments geomètrics i circulars mil·limetrats fregant l'abstracció, jocs de reflexos incessants, metàfores encadenades) i que va ser, tanmateix, saludat a la seva estrena per Le Monde o Le Nouvel Observateur.
Tati s'havia mostrat extremadament perfeccionista en el transcurs del rodatge, fins a arribar a esgotar de vegades el seu equip. Havia fet reconstituir una ciutat moderna sencera («Tativille») sobre un terreny prop dels Estudis de Joinville-le-Pont, per un centenar d'obrers en un edifici on van utilitzar 1200 m2 de vidres, 3500 m2 de revestiments plàstics, 3000 m3 de fusta i 45000 m3 de formigó. El rodatge va durar prop de tres anys (octubre de 1964 a octubre de 1967). Més tard, va voler transformar aquests decorats en una escola de cinema, certs productors ho havien sol·licitat per rodar-hi altres pel·lícules.
A conseqüència del fracàs comercial (rebuig del mercat americà de distribuir-lo malgrat el seu Oscar per a El meu oncle) i del cost enorme de la pel·lícula (entre 30 i 100 milions d'euros actuals segons el crític Stéphane Goudet), la societat de producció de Tati va fer fallida i va ser un temps desposseït dels seus drets: trigarà prop de deu anys a intentar recobrar la seva independència financera, però caurà malalt. Va poder no obstant això realitzar altres dues pel·lícules, com Trafic amb l'immortal M. Hulot. Les autoritats responsables dels terrenys i de Joinville no el deixaran quedar-s'hi, Tati serà detingut, i per despit, llançarà el manuscrit del seu guió sota els decorats en el transcurs de les operacions de demolició, tirats a terra malgrat la promesa d'André Malraux que podrien ser reciclats per altres usos.

## Repartiment
- Jacques Tati: M. Hulot
- Barbara Dennek: la jove estrangera
- Jacqueline Lecomte: l'amiga de l'estrangera
- Valérie Camille: la secretària de M. Lacs
- France Rumilly: la venedora d'ulleres
- Laure Paillette: primera senyora
- Colette Proust: segona senyora
- Erica Dentzler: Sra. Giffard
- Yvette Ducreux: la senyoreta del vestidor
- Rita Maiden: la companya de M. Schultz
- Nicole Ray: la cantant
- Luce Bonifassy: clienta del Royal Garden
- Evy Cavallaro: clienta del Royal Garden
- Alice Field: clienta del Royal Garden

## Banda sonora
1. Au drugstore - F. Lemarque
2. Manège - F. Lemarque
3. Paris autrefois - F. Lemarque
4. Thème africain - James Campbell
5. Musique strand - F. Lemarque
6. Super market - F. Lemarque
7. Paris circus - F. Lemarque
8. Play Time - F. Lemarque

Font:

## Premis i nominacions
- 1968: Étoile de Cristal (Grand Premi de l'Académie du Cinema), Paris
- 1969: Medalla d'Argent, Festival de Moscou
- 1969: Premi del Festival de cinema de Viena
- Aquesta pel·lícula forma part de la Llista del BFI de les 50 pel·lícules a veure abans de tenir 14 anys establerta el 2005 pel British Film Institute.